# Marco Guazzone
Marco Guazzone (Roma, 31 maggio 1988) è un cantautore e compositore italiano.
Ha realizzato diverse colonne sonore, collaborato e scritto diversi brani per altri artisti, tra cui Ed Sheeran, Andrea Bocelli, Malika Ayane, Arisa e Chiara Galiazzo.

## Biografia
Marco Guazzone nasce nel 1988 a Roma. Studia composizione per pianoforte al Conservatorio di Musica Santa Cecilia e composizione per musica dal film al Centro Sperimentale di Cinematografia di Roma. È stato cantante, pianista e frontman del gruppo STAG. Nel 2010 auto-produce e pubblica il suo primo singolo Love Will Save Us, che viene scelto come colonna sonora ufficiale dello spot Fox Life di San Valentino.
Con il brano Guasto partecipa alla 62ª edizione del Festival di Sanremo nella sezione Giovani, vincendo i premi Assomusica e Rai Gulp.
Nel 2012 esce il suo primo disco L'atlante dei pensieri, prodotto da Steve Lyon, produttore e ingegnere del suono già al lavoro con Paul McCartney, Depeche Mode, The Cure, Subsonica, Linea 77.
Per il brano Cosa c'è, scritto e interpretato insieme a Paolo Buonvino e Malika Ayane, riceve una nomination ai Ciak D'Oro 2015 come miglior brano originale per la colonna sonora del film Fratelli Unici.
Nel 2013 compone varie colonne sonore per cinema, teatro e televisione (La mamma imperfetta di Ivan Cotroneo; Il Don Giovanni di Filippo Timi).
Nel 2014 viene invitato da Elisa come ospite sul palco del Lucca Summer Festival per duettare insieme a lei su alcuni brani.
Nel 2015 scrive il brano Senza mentire, che diventa la colonna sonora ufficiale della campagna di sensibilizzazione e raccolta fondi per AISM.
Nel 2017 esce il suo secondo album, dal titolo Verso le meraviglie. Nel disco è presente un duetto con l’attrice Matilda De Angelis.
A settembre dello stesso anno suona all'Arena di Verona, insieme alla sua band, in apertura del concerto di Elisa per l'evento che celebra i vent'anni di carriera dell'artista.
Ha composto e suonato insieme a Marianne Mirage il brano che fa da colonna sonora ai titoli di coda del film The Place di Paolo Genovese, regista di Perfetti Sconosciuti. La canzone è stata nominata ai David Di Donatello 2018 e ai Nastri D’Argento 2018 come miglior brano originale.
Ha contribuito alla colonna sonora delle tre stagioni di Tutto può succedere, la serie tv targata Rai 1 nella quale compare interpretando se stesso.
Durante la 69ª edizione del Festival Di Sanremo Guazzone ha scritto e curato il duetto tra Arisa e Tony Hadley degli Spandau Ballet per la loro esibizione nella quarta serata.
A marzo 2019 è uscito nei cinema il film La notte è piccola per noi di Gianfrancesco Lazotti, per il quale Guazzone ha composto e interpretato insieme alla sua band la colonna sonora e in cui compare inoltre nella veste di attore.
Guazzone ha scritto per artisti come Arisa, Andrea Bocelli, Chiara Galiazzo e Lorenzo Licitra ed è inoltre co-autore della versione del singolo di Perfect di Ed Sheeran in cui quest'ultimo duetta con Andrea Bocelli, il che lo rende il primo autore italiano ad aver collaborato con il cantautore britannico.
È stato nominato ai Grammy Awards 2020 tra gli autori del disco Sì di Andrea Bocelli, candidato nella categoria "Best Traditional Pop Album" all’interno della 62ª edizione della cerimonia dedicata alla musica internazionale.
Dal 2016 al 2020 ha condotto un programma di musica dal vivo in onda su Radio In Blu e la sua cover di Azzurro di Adriano Celentano è stata la sigla ufficiale del programma radio C'è sempre una canzone – Live da casa.
A ottobre 2020 pubblica "Con Il Senno Di Poi", il suo primo singolo ufficiale da solista prodotto da Elisa, che oltre ad aver arrangiato, suonato e registrato il brano partecipa con un cameo vocale.
Ad aprile 2021 pubblica il secondo singolo del suo progetto da solista dal titolo "Ti Vedo Attraverso".
Compone le musiche per varie campagne pubblicitarie di Bulgari (azienda) tra cui la colonna sonora per "Magnifica" la sfilata per la nuova collezione di alta gioielleria 2021 che si è svolta a giugno nella Galleria Vittorio Emanuele II di Milano.
A ottobre 2021 esce "Solo" il singolo di debutto del discografico di Matteo Bocelli di cui Guazzone è co-autore.
A gennaio 2022 pubblica il nuovo singolo "Al Posto Mio"  e a maggio è tra gli artisti che si esibiscono a Piazza Del Popolo a Roma per il concerto organizzato da Sant'Egidio, Play Music Stop Violence e Rai Radio 2 per raccogliere fondi per la guerra in Ucraina.
A ottobre 2022 collabora alla colonna sonora della serie americana "From Scratch" prodotta da Netflix USA scrivendo il testo del brano "Anime Imperfette - All Because Of Love" interpretato da Matteo Bocelli.
A dicembre 2022 esce su Netflix la serie tv "Odio Il Natale" per la quale ha scritto il brano portante della colonna sonora dal titolo "I Hate Xmas".
A febbraio 2023 è presente nell'ultima puntata di "Le indagini di Lolita Lobosco 2", la fiction di Rai1 dove è comparso interpretando se stesso cantando due brani: l’ultimo singolo “Rami” ed una cover di “Non Voglio Mica La Luna” di Fiordaliso completamente riarrangiata per orchestra e pianoforte.
A marzo 2023 la sua canzone "Ti Vedo Attraverso" è stata usata in versione strumentale come colonna sonora ufficiale della nuova campagna di Bulgari che celebra i 75 anni dell'icona Serpenti.
Il 28 aprile 2023 pubblica il singolo "Salsedine" feat. Chiara Galiazzo. 
A ottobre 2024 partecipa con il brano Rami alla finale della sesta edizione del Proscenium Festival al teatro Lyrick di Assisi classificandosi secondo e vincendo il premio “Stefano D’Orazio” per il miglior testo. 
A novembre 2024 pubblica il brano Giovedì in duetto con Malika Ayane.  Apre i concerti del tour autunnale della Ayane e inoltre, al piano, cori e tastiere, fa parte della band che accompagna la cantautrice. 
Insieme agli STAG, la sua band, nel corso degli anni ha aperto le date di artisti come Moby, Suzanne Vega, Malika Ayane, Elisa, Niccolò Fabi, Arisa, Morgan, Dolcenera, Levante, Jay Brannan, L'Aura, The Irrepressibles, Azure Ray, Meganoidi tra Italia, Inghilterra, Grecia e Libano.

## Discografia

### Album
- 2012 - L'atlante dei pensieri
- 2017 - Verso le meraviglie

### Singoli
- 2020 - Con il senno di poi (prodotto da Elisa)
- 2021 - Ti vedo attraverso
- 2021 - Magnifica
- 2022 - Al posto mio
- 2023 - Non voglio mica la luna
- 2023 - Rami
- 2023 - Salsedine (feat. Chiara Galiazzo)
- 2024 - Giovedì (feat. Malika Ayane)

### Autore per altri artisti
- 2014 - Arisa, Dimmi se adesso mi vedi (Se vedo te)
- 2017 - Ed Sheeran, Perfect Symphony con Andrea Bocelli
- 2017 - Chiara Galiazzo, Le ali che non ho (Nessun posto è casa mia)
- 2017 - Chiara Galiazzo, Le leggi di altri universi (Nessun posto è casa mia; coautore testo e musica)
- 2018 - Andrea Bocelli, We Will Meet Once Again (Sì)
- 2018 - Andrea Bocelli, Un'anima (Sì)
- 2018 - Josh Groban, We Will Meet Once Again (Bridges)
- 2019 - Lorenzo Licitra, Sai che ti ho pensato sempre
- 2021 - Matteo Bocelli, Solo
- 2022 - Matteo Bocelli, Anime imperfette - All Because Of Love (Netflix Original Soundtrack "From Scratch")
- 2023 - Matteo Bocelli, Beautiful Disaster (Matteo)

## Colonne Sonore

### Cinema e TV
- 2018 - Tutto può succedere (terza stagione)
- 2019 - La notte è piccola per noi
- 2019 - Involontaria
- 2022 - From Scratch
- 2022 - Odio Il Natale
- 2023 - Le Indagini di Lolita Lobosco (seconda stagione)
- 2023 - Odio Il Natale (seconda stagione)

### Teatro
- 2018 - Miseria e nobilità di Luciano Melchionna
- 2021 - L'Ala Destra Del Dio Di Cuoio di Luciano Melchionna
- 2021 - Non Piango di Luciano Melchionna

### Radio
- 2020 - Radio In Blu, sigla per C'è sempre una canzone - Live da casa